# Due figli a noleggio
Due figli a noleggio (One Big Family) è una serie televisiva statunitense in 25 episodi trasmessi per la prima volta nel corso di una sola stagione dal 1986 al 1987.
È una sitcom incentrata sulle vicende del comico Jake Hatton (interpretato da Danny Thomas) che deve vedersela con i suoi cinque nipoti dopo la morte del fratello.

## Personaggi e interpreti
- Jake Hatton (25 episodi, 1986-1987), interpretato da Danny Thomas.
- Jan Hatton (25 episodi, 1986-1987), interpretata da Kim Gillingham.
- Marianne Hatton (25 episodi, 1986-1987), interpretata da Anastasia Fielding.
- Brian Hatton (25 episodi, 1986-1987), interpretato da Michael DeLuise.
- Kate Hatton (25 episodi, 1986-1987), interpretata da Alison McMillan.
- Roger Hatton (25 episodi, 1986-1987), interpretato da Gabriel Damon.
- Don Hattan (25 episodi, 1986-1987), interpretato da Anthony Starke.
- Larry Collins (3 episodi, 1986-1987), interpretato da Bill Macy.

### Guest star
Tra le guest star: Jimmy Bridges e la cantante Martika.

## Produzione
La serie fu prodotta da Witt/Thomas Productions

### Registi
Tra i registi della serie sono accreditati:
- Gary Brown in 7 episodi (1986-1987)
- Jeff Chambers in 7 episodi (1986-1987)
- David Steinberg in 5 episodi (1986-1987)
- Bob Sweeney in 3 episodi (1987)
- Doug Smart in 2 episodi (1987)

### Sceneggiatori
Tra gli sceneggiatori della serie sono accreditati:
- Jay Folb in 5 episodi (1986-1987)
- Arnold Margolin in 5 episodi (1986-1987)
- Sam Bobrick in 3 episodi (1986-1987)
- Elias Davis in 3 episodi (1986-1987)
- David Pollock in 3 episodi (1986-1987)
- Karin Babbitt in 2 episodi (1986-1987)
- Daniel Palladino in 2 episodi (1987)

## Distribuzione
La serie fu trasmessa negli Stati Uniti dal 27 settembre 1986 al 23 maggio 1987 in syndication. In Italia è stata trasmessa con il titolo Due figli a noleggio.

## Episodi
| Stagione       | Episodi | Prima TV USA |
| -------------- | ------- | ------------ |
| Prima stagione | 25      | 1986-1987    |